# GSC154-1632
GSC154-1632 — хімічно пекулярна зоря спектрального класу F0, що має видиму зоряну величину в смузі V приблизно 10,3.
Вона належить до розсіяного зоряного скупчення NGC 2244, що знаходиться у сузір'ї Єдинорога. 